# Championnat de Colombie d'échecs

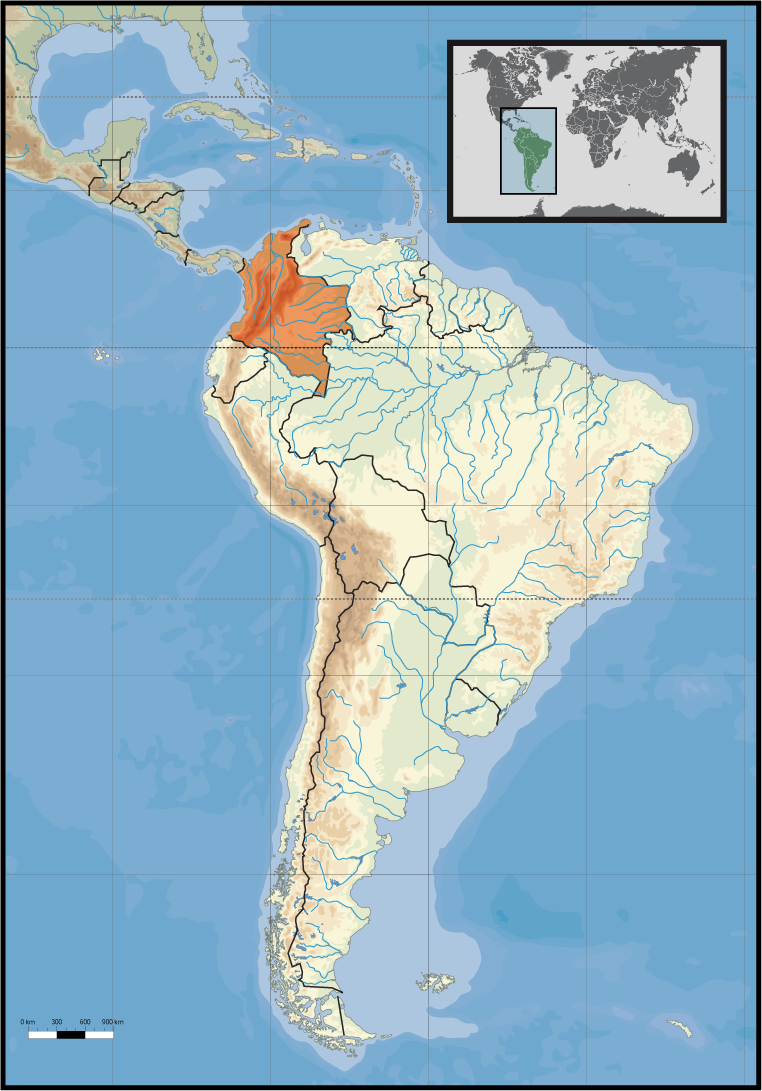
Placement de la Colombie en Amérique du Sud

Le championnat de Colombie d'échecs est une compétition organisée par la Fédération des échecs de Colombie. La première édition du championnat mixte s'est déroulée à Cali en 1928. La première édition du championnat féminin a eu lieu à Bogota en 1965.

## Vainqueurs du championnat mixte
| Année | Ville                | Vainqueur                        |
| ----- | -------------------- | -------------------------------- |
| 1928  | Cali                 | Alfonso Herrera                  |
| 1938  | Bogotá               | Luis Augusto Sánchez             |
| 1941  | Bucaramanga          | Miguel Cuéllar                   |
| 1946  | Bogota               | Miguel Cuéllar                   |
| 1947  | Bogota               | Luis Augusto Sánchez             |
| 1948  | Bogota               | Luis Augusto Sánchez             |
| 1951  | Bogota               | Boris de Greiff                  |
| 1953  | Bogota               | Miguel Cuéllar                   |
| 1954  | Cali                 | Luis Augusto Sánchez             |
| 1955  | Manizales            | Miguel Cuéllar                   |
| 1956  | Ibagué               | Miguel Cuéllar                   |
| 1957  | Montería             | Miguel Cuéllar                   |
| 1958  | Pereira              | Luis Augusto Sánchez             |
| 1959  | Barranquilla         | Miguel Cuéllar                   |
| 1961  | Medellín             | Miguel Cuéllar                   |
| 1962  | Buga                 | Luis Augusto Sánchez             |
| 1963  | Cúcuta               | Juan Minaya                      |
| 1964  | Villavicencio        | José Salvador Rodríguez          |
| 1965  | Belencito (Nobsa)    | Carlos Cuartas                   |
| 1967  | Bucaramanga          | Carlos Cuartas                   |
| 1968  | Medellín             | Carlos Cuartas                   |
| 1969  | Bogotá               | José Salvador Rodríguez          |
| 1970  | Bogotá               | Carlos Cuartas                   |
| 1971  | Bucaramanga          | Miguel Cuéllar                   |
| 1972  | Barranquilla         | Oscar Castro                     |
| 1974  | Medellín–Bogotá      | Oscar Castro                     |
| 1975  | Bogotá               | Carlos Cuartas                   |
| 1976  | Cali                 | Carlos Cuartas                   |
| 1977  | Medellín             | Gildardo García                  |
| 1978  | Envigado             | Gildardo García                  |
| 1979  | Manizales            | Jorge González                   |
| 1980  | Pereira              | Alonso Zapata                    |
| 1981  | Bogotá               | Alonso Zapata                    |
| 1983  | Envigado             | Carlos Cuartas                   |
| 1985  | Bucaramanga          | Gildardo García                  |
| 1986  | Bogotá               | Gildardo García                  |
| 1987  | Cali                 | Gildardo García                  |
| 1988  | Bogotá               | Luis Baquero                     |
| 1989  | Manizales            | Darío Alzate                     |
| 1990  | Bucaramanga          | Gildardo García                  |
| 1991  | Carthagène des Indes | Gildardo García                  |
| 1992  | Armenia              | Oscar Castro                     |
| 1993  | Chía                 | Jorge González                   |
| 1994  | Medellín             | Oscar Castro                     |
| 1995  | Carthagène des Indes | Gildardo García et Alonso Zapata |
| 1996  | Bucaramanga          | Alonso Zapata                    |
| 1997  | Bogotá               | Jorge Mario Clavijo              |
| 1998  | Pensilvania          | Darío Alzate                     |
| 1999  | Fusagasugá           | Oscar Castro                     |
| 2000  | Bogotá               | Alonso Zapata                    |
| 2001  | Medellín             | Darío Alzate                     |
| 2002  | Bogotá               | Alonso Zapata                    |
| 2003  | Cali                 | Gildardo García                  |
| 2004  | Girardot             | Alonso Zapata                    |
| 2005  | Medellín             | Darío Alzate                     |
| 2006  | Arauca               | Gildardo García                  |
| 2007  | Carthagène des Indes | Alder Escobar Forero             |
| 2008  | San Andrés           | Alonso Zapata                    |
| 2009  | Buga                 | Castano Duvan                    |
| 2010  | El Bagre             | David Arenas                     |
| 2011  | Pereira              | Sergio Barrientos                |
| 2012  | Pamplona             | Miguel Mosquera                  |
| 2013  | Tolima               | Juan Camilo Torres               |
| 2014  | El Bagre             | Joshua Daniel Ruiz Castillo      |
| 2015  | Quibdo               | David Arenas                     |
| 2016  | La Dorada            | Cristian Camilo Ríos             |
| 2017  | Palmira              | Joshua Ruiz                      |
| 2018  | Bogotá               | Alder Escobar                    |
| 2019  | El Bagre             | Joshua Ruiz                      |
| 2020  | Fusagasugá           | Sergio Barrientos                |
| 2021  | Cali                 | José Cardozo                     |
| 2022  | Puerto Boyacá        | Andres Escobar                   |
| 2023  | Cartagena            | Sergio Barrientos                |
| 2024  | Cali                 | Santiago Avila                   |

## Vainqueurs du championnat féminin
| Année | Ville               | Vainqueur                        |
| ----- | ------------------- | -------------------------------- |
| 1965  | Bogotá              | Ilse Guggenberger                |
| 1972  | Bogotá              | Ilse Guggenberger                |
| 1974  | Bogotá              | Ilse Guggenberger                |
| 1975  | Bogotá              | Ilse Guggenberger                |
| 1976  | Moniquirá           | Teresa Leyva                     |
| 1977  | Bogotá              | Rosalba Patiño                   |
| 1978  | Cartagena           | Ilse Guggenberger                |
| 1979  | Girardot            | Ilse Guggenberger                |
| 1980  | Bucaramanga         | Ilse Guggenberger                |
| 1981  | Riohacha            | Adriana Salazar Varón            |
| 1982  | Sevilla             | Teresa Leyva                     |
| 1983  | Bucaramanga         | Adriana Salazar Varón            |
| 1984  | Bucaramanga         | Ilse Guggenberger                |
| 1985  | Bogotá              | Adriana Salazar Varón            |
| 1986  | Bogotá              | Adriana Salazar Varón            |
| 1987  | Ibagué              | Isolina Majul                    |
| 1988  | Bogotá              | Adriana Salazar Varón            |
| 1989  | Armenia             | Isolina Majul                    |
| 1990  | Bogotá              | Isolina Majul                    |
| 1991  | Bogotá              | Isolina Majul                    |
| 1992  | Medellín            | Adriana Salazar Varón            |
| 1993  | Cartagena           | Adriana Salazar Varón            |
| 1994  | Cartagena           | Adriana Salazar Varón            |
| 1995  | Saravena            | Martha Liliana García            |
| 1996  | Bucaramanga         | Adriana Salazar Varón            |
| 1997  | Bogotá              | Isolina Majul                    |
| 1998  | Pensilvania, Caldas | Isolina Majul                    |
| 1999  | Cali                | Isolina Majul                    |
| 2000  | Bogotá              | Martha Mateus                    |
| 2001  | Cali                | Nadya Karolina Ortíz             |
| 2002  | Bogotá              | Marisela Palao                   |
| 2003  | Bogotá              | Martha Mateus                    |
| 2004  | ?                   | Angela María Franco              |
| 2005  | Medellín            | Ingris Rivera                    |
| 2006  | Arauca              | Nadya Carolina Ortiz             |
| 2007  | Cartagena           | Martha Mateus                    |
| 2008  | Yopal               | Marisela Palao                   |
| 2009  | Buga                | Angela Maria Franco Valencia     |
| 2010  | El Bagre            | Jenny Astrid Chirivi Castiblanco |
| 2011  | Pereira             | Aura Cristina Salazar            |
| 2012  | El Bagre            | Angela Maria Franco Valencia     |
| 2013  | Ibague              | Paula Andrea Rodriguez Rueda     |
| 2014  | El Bagre            | Beatriz Irene Franco Valencia    |
| 2015  | Quibdo              | Ingris Rivera                    |
| 2016  | La Dorada           | Paula Andrea Rodriguez Rueda     |
| 2017  | Palmira             | Melissa Castrillon Gomez         |
| 2018  | Bogota              | Paula Rodriguez Rueda            |
| 2019  | El Bagre            | Lina Orozco                      |
| 2020  | Fusagasugá          | Melissa Castrillon Gomez         |
| 2021  | Cali                | Jenny Chirivi Castiblanco        |
| 2022  | Puerto Boyacá       | Beatriz Franco Valencia          |
| 2023  | Cartagena           | Adriana Pachon                   |
| 2024  | Cali                | Ingris Rivera                    |